# 이화여자대학교 사범대학 부속 이화·금란중학교
이화여자대학교 사범대학 부속 이화·금란중학교(梨花女子大學校 師範大學 附屬 梨花·金蘭中學校)는 대한민국 서울특별시 서대문구 대신동에 있는 사립 중학교이다.

## 학교 연혁
- 1955년 2월 : 사범대학 부속중학교 설립(각 학년 2학급씩 전체 6학급)
- 1955년 3월 : 초대 교장 서명원 박사 취임
- 1955년 4월 : 이대부속중학교 개교(남녀공학, 합반수업 실시)
- 1957년 5월 : 교사 신축이전
- 1958년 2월 : 제1회 졸업식(87명)
- 1959년 5월 : 본관 교사 낙성
- 1967년 12월 : 체육관 및 특별교실 준공
- 1980년 12월 : 학교 주소지 변경인가(서울시 서대문구 대현동 11-1에서 대신동 47번지로 변경)
- 1989년 9월 : 5층 증축공사 준공
- 2001년 3월 : 이대부속중학교와 금란중학교의 학교 통합(학년당 12학급씩 전체 36학급)
- 2002년 10월 : 서울특별시 중학교로 Digital Library 설치학교
- 2004년 7월 : 교육정보관 봉헌식
- 2009년 3월 : 서울시교육청지정 수학교육과정 연구학교 운영
- 2017년 3월 : 3학년 2학급 감축(전체 18학급)
- 2019년 3월 : 윤석희 선생 제19대 교장 취임

## 참고 자료
- 이화여자대학교 사범대학 부속 이화·금란중학교 - 한국교육학술정보원 학교알리미